# Sabrina, l'apprentie sorcière
Pour les articles homonymes, voir L'Apprentie sorcière (homonymie).
Sabrina, l'apprentie sorcière (Sabrina the Teenage Witch) est une série et un personnage de comics de l'éditeur Archie Comics.
Introduite pour la première fois en 1962 dans le numéro 22 du comics Archie's Mad House et après plusieurs apparitions dans les publications mettant en scène Archie Andrews et sa bande, notamment dans Archie's TV Laugh-Out, Sabrina Spellman obtient sa propre série en 1971.
C'est l'un des personnages les plus populaires de l'univers des comics Archie, connaissant de nombreuses adaptations à la télévision diffusées partout dans le monde. Sabrina a également été le personnage principal de quelques séries de comics spin-off se déroulant dans des chronologies alternatives comme l'horrifique Chilling Adventures of Sabrina.

## Série principale

### Version originale
Sabrina Spellman est créée par George Gladir et Dan DeCarlo et apparaît pour la première fois dans le numéro 22 d'Archie's Madhouse en octobre 1962. Entre 1969 et 1985, elle fait des apparitions récurrentes dans les comics Archie's TV Laugh-Out et apparait dans quelques épisodes des séries d'animations adaptées de l'univers de l'éditeur.
De 1971 à 1983, elle est la vedette de sa propre série de comics, Sabrina the Teenage Witch, et dure 77 numéros. Elle continue ensuite à apparaître dans les comics des autres personnages mais dès 1997, à la suite du succès de son adaptation télévisée en prise de vue réelle, elle fait son retour dans une nouvelle série de comics plus moderne avec une histoire plus développée et reprenant des éléments inspiré de la séries. 
Dès la fin du 32ᵉ numéro, Sabrina jette un sort qui lui permet de changer de style. Les comics adoptent alors le style et les personnages de la série d'animation Sabrina. En 2004, la série adopte un style manga qu'elle conserve jusqu'en septembre 2009, date d'arrêt de publication de la série.
Parallèlement, Sabrina continue de rendre visite aux habitants de Riverdale dans leurs séries respectives et rencontre même le personnage de jeux video Sonic, dont Archie Comics édite les adaptations en comics.

### VersionNew Riverdale
En 2015, Archie Comics décide d'effectuer un reboot général de son univers, séparant l'univers dit « classique » d'un nouvel univers moderne intitulé New Riverdale.
La nouvelle version de Sabrina est introduite dans cet univers dans les numéros 9 à 11 de la série consacrés à Jughead Jones. À la suite de cette apparition, Archie Comics annonce le retour d'une série Sabrina the Teenage Witch dans cet univers. Néanmoins, quelques mois plus tard, le projet est reporté à une date indéfinie. 
Par la suite, elle fait une nouvelle apparition dans le numéro anniversaire de la série principale, Archie, avant d'y revenir de façon récurrente pour un nouvel arc centré sur son personnage, intitulée Archie & Sabrina. Cette nouvelle apparition permet de lancer sa nouvelle série en 2019.

## Séries spin-off et alternative

### Young Salem
Une mini-série mettant en scène la jeunesse de Salem, avant sa transformation en chat. Publiée en 2009, elle est écrite par Ian Flynn et dessinée par Chad Thomas.

### Chilling Adventures of Sabrina
En 2014, Archie Comics commence à publier sous son label Archie Horror, une série horrifique avec en vedette Sabrina créée par Roberto Aguirre-Sacasa et Robert Hack. 
Elle se déroule dans une chronologie alternative à celles des autres séries de l'éditeur, dans les années 60, Sabrina réside à Greendale avec ses tantes, Salem et son cousin Ambrose, dans une maison abritant une morgue. Son 16ᵉ anniversaire approchant, elle doit choisir si elle désire être baptisée pour enfin devenir une sorcière ou poursuivre une vie de simple mortelle. Parallèlement, elle est recherchée par l'ancien amour de son père devenue Madam Satan, un personnage issu d'anciennes publications des filiales adultes d'Archie Comics, après s'être suicidée.
Cette version de Sabrina est très sombre et plus violente avec des scènes gores ou encore des références au sexe. De plus, de nombreuses références au satanisme sont faites, les sorcières étant issues de la magie noire et vénèrent Satan.
En plus de Sabrina, ses tantes, Salem et Ambrose, de nombreux personnages de l'univers Archie apparaissent dans des versions alternatives, notamment Veronica Lodge et Betty Cooper.
Ce spin-off a été adapté dans une série télévisée en prise de vue réelle, Les Nouvelles Aventures de Sabrina, diffusée depuis 2018 sur le service Netflix, avec Roberto Aguirre-Sacasa au développement et Kiernan Shipka dans le rôle de Sabrina.

## Autres apparitions alternatives

### Archie vs. Predator
Dans ce comics, Veronica Lodge et Betty Cooper vont chez Sabrina pour demander de l'aide après le meurtre de Pop Tate par le Predator. Sabrina essaye de jeter un sort au couteau de la créature, mais cette dernière arrive et la tue elle et Salem. Quand la police arrive, la maison disparaît et les agents sont transformés en chèvre.

### Afterlife with Archie
Comme pour Chilling Adventures of Sabrina, cette série du label Archie Horror prend également place dans sa propre chronologie alternative.
Sabrina apparaît dans le premier numéro, elle ressuscite Hot-Dog, le chien de Jughead Jones renversé en voiture par Reggie Mantle, en utilisant le Necronomicon. Malheureusement, elle provoque une invasion zombies. Elle est punie par ses tantes qui lui retirent sa bouche et l'envoie dans une dimension prison. Elle fait son retour quelques numéros plus tard, elle est sauvée de la dimension prison par une secte qui la force à épouser le démon qui contrôle les zombies. Elle rejoint alors la horde, contre son gré.

## Adaptations dans d'autres médias
Sabrina est le personnage de l'éditeur Archie Comics ayant été le plus adapté, principalement à la télévision avec en tout onze adaptations destinées à ce média. Elle compte quatre téléfilms, cinq séries d'animation, deux séries télévisées, sept jeux vidéo et deux séries de romans. 
En plus de ces propres adaptations, Sabrina est apparue de façon récurrente dans deux séries d'animation dans le cadre de cross-over et sa ville, Greendale, apparait dans une série télévisée adaptée de l'univers d'Archie Comics.

### Téléfilms

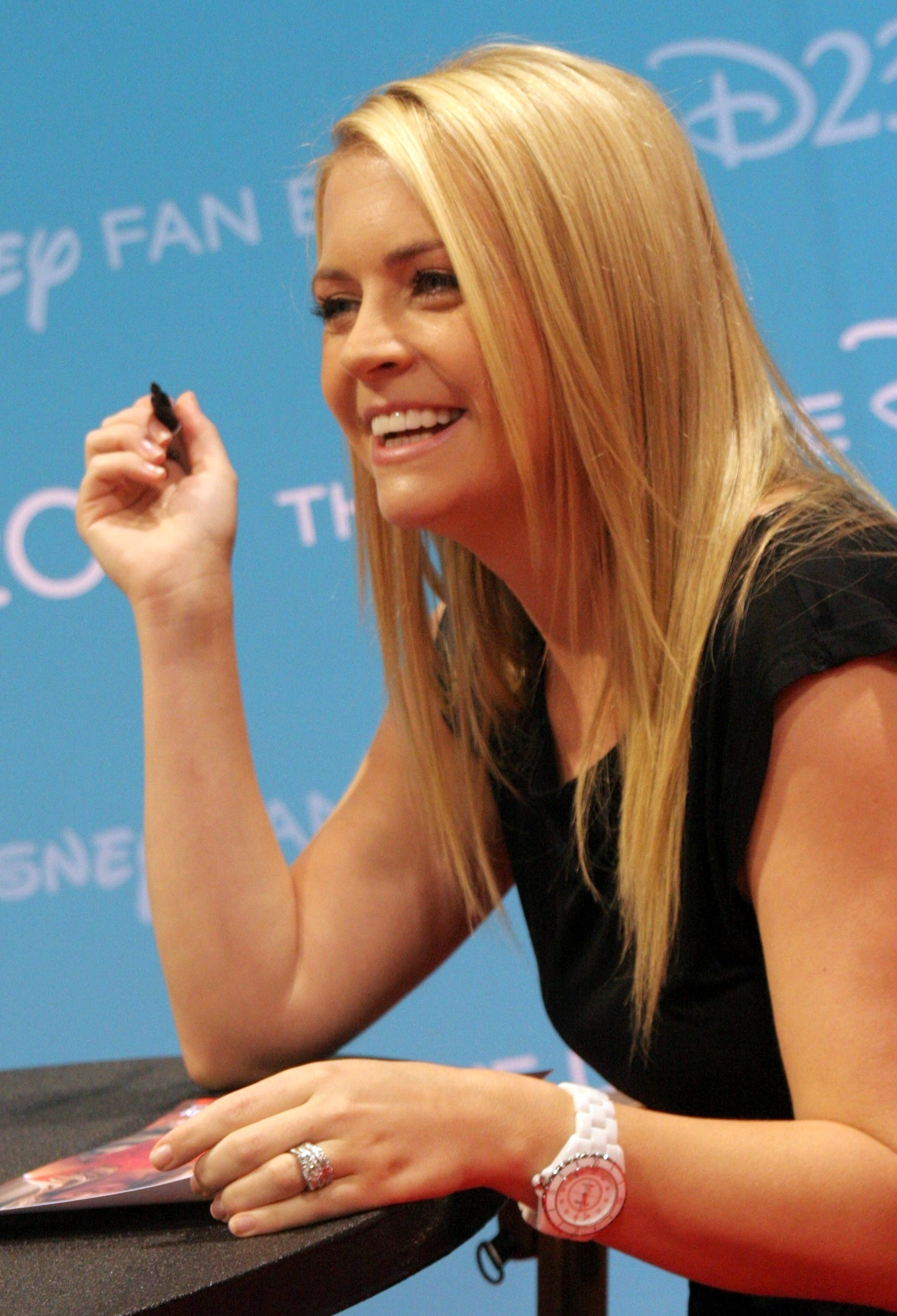
Melissa Joan Hart est l'interprète la plus connue du personnage pour l'avoir jouée dans la série Sabrina, l'apprentie sorcière ainsi que dans trois téléfilms.

- Sabrina, l'apprentie sorcière (Sabrina, the Teenage Witch) réalisé par Tibor Takács et diffusé en 1996 sur Showtime. Dans cette version, le nom de famille de Sabrina est Sawyer. Elle est interprétée par Melissa Joan Hart qui reprendra le rôle dans la série du même nom.
- Sabrina, l'apprentie sorcière : Les Fantômes du passé (Sabrina Goes to Rome) réalisé par Tibor Takács et diffusé en 1998 sur ABC. Il est dérivé de la série télévisée avec Melissa Joan Hart dans le rôle de Sabrina Spellman.
- Sabrina, l'apprentie sorcière : Sens dessus dessous (Sabrina Down Under) réalisé par Kenneth R. Koch et diffusé en 1999 sur ABC. Il est également dérivé de la série télévisée.
- Sabrina au royaume des sorcières  (Sabrina: Friends Forever) est un téléfilm d'animation réalisé par Scott Heming et diffusé en 2002 sur Nickelodeon. Il fait suite à la série d'animation Sabrina et introduit le spin-off, Le Secret de Sabrina. Britt McKillip prête sa voix à Sabrina.

### Séries d'animation
- Sabrina fait quelques apparitions dans The Archie Show diffusée sur CBS à partir de 1968. Jane Webb lui prête sa voix.
- Sabrina, the Teenage Witch, diffusée entre 1969 et 1972 sur CBS. Toujours doublée par Jane Webb.
- Sabrina est un personnage récurrent du Croque-monstres Show (Groovie Goolies) diffusée en 1970 sur CBS et toujours avec Jane Webb.
- The New Archie and Sabrina Hour, diffusée en 1977 sur NBC. Jane Webb prête une dernière fois sa voix au personnage.
- Sabrina (Sabrina : The Animated Series), diffusée entre 1999 et 2000 sur ABC. Emily Hart lui prête sa voix.
- Le Secret de Sabrina (Sabrina's Secret Life), spin-off et suite de Sabrina, diffusé entre 2003 et 2004 en syndication. Britt McKillip reprend la voix du personnage.
- Sabrina, l'apprentie sorcière (Sabrina : Secrets of a Teenage Witch) diffusée entre 2013 et 2014 sur Hub Network avec la voix d'Ashley Tisdale.

### Séries télévisées

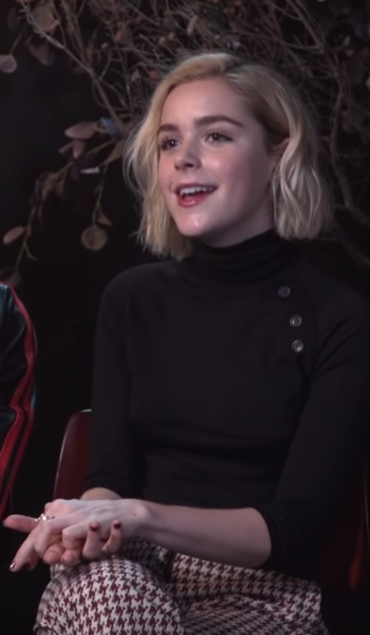
Kiernan Shipka interprète le personnage dans la série Les Nouvelles Aventures de Sabrina, adaptée du spin-off comics horrifique.

- Sabrina, l'apprentie sorcière (Sabrina, the Teenage Witch) diffusée entre 1996 et 2000 sur ABC puis entre 2000 et 2003 sur The WB. Melissa Joan Hart, qui avait déjà interprété une version du personnage dans un téléfilm, interprète Sabrina Spellman.
- Greendale, la ville de Sabrina, est introduite dans la deuxième saison de la série Riverdale diffusée sur The CW et mettant en scène plusieurs personnages de l'éditeur Archie Comics.
- Les Nouvelles Aventures de Sabrina (Chilling Adventures of Sabrina), adaptée librement du spin-off horrifique du même titre, diffusée entre 2018 et 2020 sur Netflix. Le personnage de Sabrina est incarné par Kiernan Shipka. Mckenna Grace incarne également le personnage mais enfant. Cette série se déroule dans le même univers que Riverdale.
- Kiernan Shipka interprète également le personnage dans le quatrième et le dix-neuvième épisode de la sixième saison de Riverdale, diffusé respectivement en 2021 et en 2022 sur The CW.

### Jeux vidéo
Adaptés de la série live Sabrina, l'apprentie sorcière 
- Sabrina the Teenage Witch : Spellbound développé par Rare Medium et édité par Simon & Schuster sur Windows en 1999.
- Sabrina, l'apprentie sorcière (Sabrina the Teenage Witch : Brat Attack) développé par Hypnotix et édité par Simon & Schuster sur Windows en 1999.
- Sabrina l'apprentie sorcière et l'Horloge cosmique (Sabrina the Teenage Witch: A Twitch in Time!) développé par Knowledge Adventure et édité par Simon & Schuster sur PlayStation en 2001.
- Sabrina the Teenage Witch : Potion Commotion développé et édité par Ubisoft sur Game Boy Advance en 2002.

Adaptés de la série d'animation Sabrina 
- Sabrina the Animated Series : Zapped! développé par WayForward Technologies et édité par Simon & Schuster sur Game Boy Color en 2000.
- Sabrina, le dessin animé : L'Aventure magique (Sabrina the Animated Series: Magical Adventure) développé et édité Simon & Schuster sur Windows en 2000.
- Sabrina the Animated Series : Spooked! développé par WayForward Technologies et édité par Simon & Schuster sur Game Boy Color en 2001.

### Romans
- Sabrina l'apprentie sorcière (Sabrina the Teenage Witch), série de romans écrits par divers auteurs et se déroulant dans l'univers de la série télévisée live du même titre.
- Salem, le chat de Sabrina (Salem's Tails), série de romans écrits par John Vornholt centrés sur Salem, le chat de Sabrina, et se déroulant également dans l'univers de la série.